# Peach X'mas
「Peach X'mas」（ピーチ・クリスマス）は、岡村靖幸の18枚目のシングル。1995年12月23日にEpic/Sony Recordsから発売された。

## 解説
アルバム『禁じられた生きがい』からのリカットシングル。
古くは1990年12月1日に放送のNHK音楽番組『X'masスペシャル ポップス&ロック 1990』・1991年のライブツアーで披露されており、楽曲自体は1990年頃には完成していたが、結果的にCD化されるまで約5年を要した。
自身初のマキシシングルであり、1996年、1997年、1998年には、CDジャケットのアートワークが少しずつリニューアルされて生産限定で再発売。
本作は1990年発売アルバム『家庭教師』収録の「(E)na」以来5年ぶりにPVが制作され、PV映像は1991年ライブツアーからの映像が引用されている。

## 収録曲
（全曲作詞・作曲・編曲：岡村靖幸）
1. Peach X'mas (1995 mix)
2. Peach X'mas (Lowkyu Okamura Mix)
  - シングルバージョンとは大幅にアレンジが異なる。アルバム未収録。
3. Peach X'mas (Takkyu Ishino Remix)
  - 電気グルーヴの石野卓球によるリミックス。アルバム未収録。

## 収録アルバム
| 曲名                              | 収録アルバム           | 備考 |
| --------------------------------- | ---------------------- | ---- |
| Peach X'mas (1995 mix)            | 『禁じられた生きがい』 |      |
| Peach X'mas (1995 mix)            | 『OH! ベスト』         |      |
| Peach X'mas (1995 mix)            | 『岡村ちゃん大百科』   |      |
| Peach X'mas (Lowkyu Okamura Mix)  | 『岡村ちゃん大百科』   |      |
| Peach X'mas (Takkyu Ishino Remix) | 『岡村ちゃん大百科』   |      |